# سينسي ريدينشون (فلم)
سينسي ريدينشون (بالإنجليزية: Sensei Redenshon)، هُو فيلم أكشن وفنون قتالية كوراساوي صدر سنة 2013، وقد أخرجه المُخرج جيرمان غروبر.

## وصلات خارجية
- سينسي ريدينشون  في قاعدة بيانات الأفلام على الإنترنت (بالإنجليزية)